# St. Trinitatis (Zerbst/Anhalt)

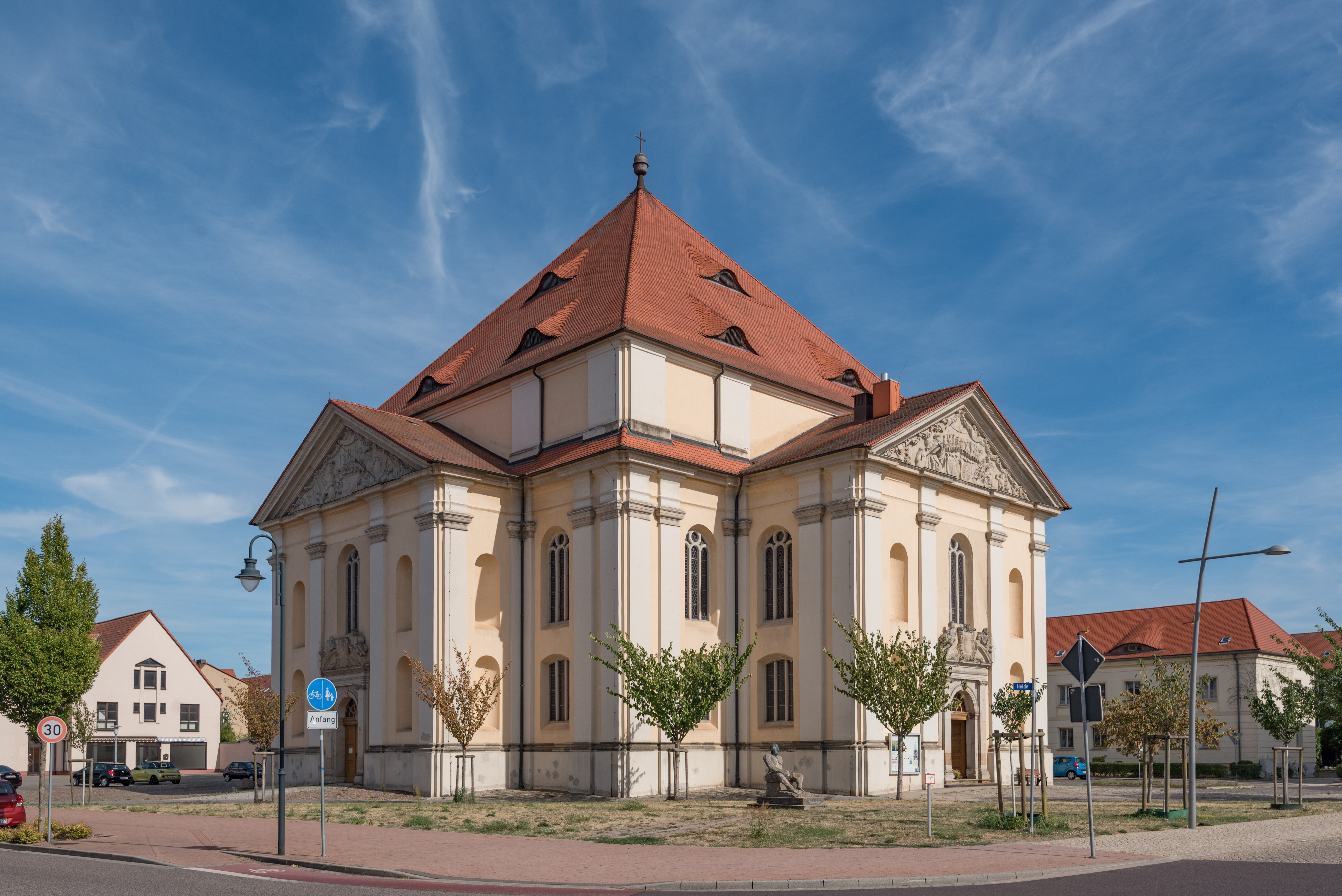
Zerbst/Anhalt, Trinitatiskirche, Außenansicht

Sankt Trinitatis ist eine evangelische Kirche in Zerbst/Anhalt, die 1696 eingeweiht wurde und heute als Gemeindezentrum dient.
In Nähe des Zerbster Marktes befinden sich unmittelbar nebeneinander zwei bedeutende Kirchengebäude: Die mittelalterliche Kirche St. Nicolai ist das größte Kirchengebäude in ganz Anhalt. Die Kirche wurde im Zweiten Weltkrieg zerstört und ist heute eine Ruine. Ihr gegenüber steht die St.-Trinitatis-Kirche aus dem 17. Jahrhundert, die Fürst Carl Wilhelm von Anhalt-Zerbst für die lutherische Gemeinde bauen ließ, um den Streit zwischen Reformierten und Lutheranern zu schlichten.

## Baugeschichte

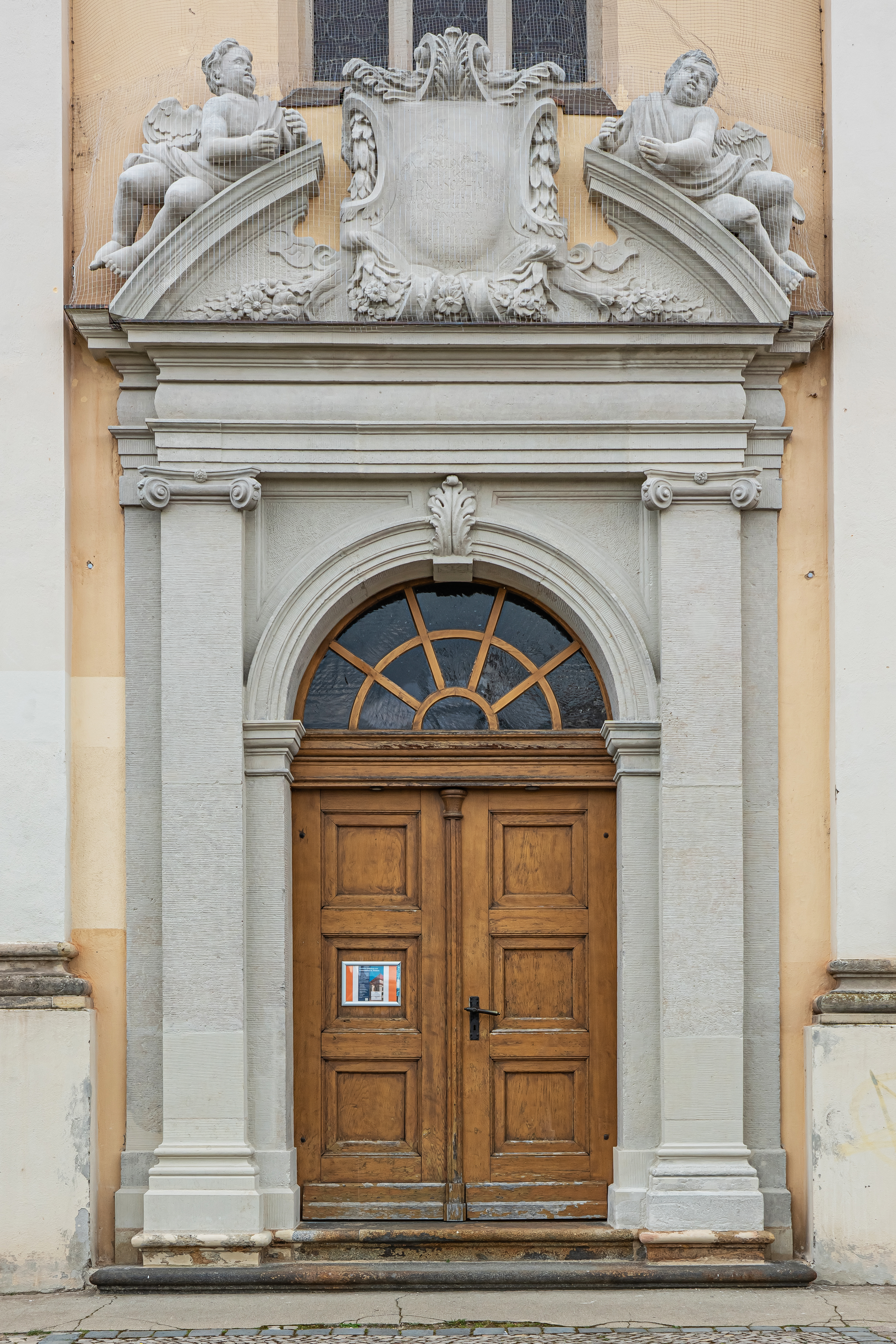
Hauptportal

Am 4. Juni 1683 wurde auf dem ehemaligen Viehmarkt der Grundstein für die St.-Trinitatis-Kirche gelegt. Sie wurde am 16. Oktober 1696, dem Geburtstag des Fürsten, in einem feierlichen Gottesdienst eingeweiht und der Heiligen Dreifaltigkeit (Trinitas) gewidmet. Architekt der Kirche ist der aus den Niederlanden stammende Baumeister Cornelis Ryckwært, der auch die Schlossbauten in Zerbst, Oranienbaum und weitere entworfen hat. Die ursprüngliche geplante Bausumme von 12.000 Talern reichte für den Kirchenbau nicht aus – der am Ende 30.344 Taler kostete. Rykwært starb 1693, sein Nachfolger als Architekt und Bauleiter war der Italiener Giovanni Simonetti.
Beim Bombenangriff der Alliierten am 16. April 1945 brannte die Trinitatiskirche völlig aus. 126 Kunstwerke gingen unwiederbringlich verloren. Das Gewölbe und der Hochaltar wurden schwer beschädigt. Anfang der 1950er Jahre begann der Wiederaufbau. Dabei wurde auch eine Orgelempore wieder eingebaut, die Kriegsschäden am Hochaltar wurden beseitigt.
1991 wurde St. Trinitatis umfassend saniert, die Fassade neu verputzt, das Dach neu eingedeckt und die Bleiglasfenster vollständig erneuert. Zum 300-jährigen Bestehen am 16. Oktober 1996 besaß die Kirche wieder ein ansprechendes gepflegtes Aussehen. 2003 wurde die Kirche zu einem modernen Gemeindezentrum umgebaut.

## Architektur
Die Kirche ist ein Zentralbau, errichtet auf dem Grundriss eines griechischen Kreuzes. Der große Kubus der Vierung mit dem hohen Zeltdach und der eigenwilligen Form des Turmknaufes sind ihre markantesten Zeichen.
Die vier antikisierende Fassaden erinnern eher an einen Theaterbau oder ein Konzerthaus als an einen Sakralbau. Als Vorbild diente hier die Oosterkerk in Amsterdam.

### Innenausstattung

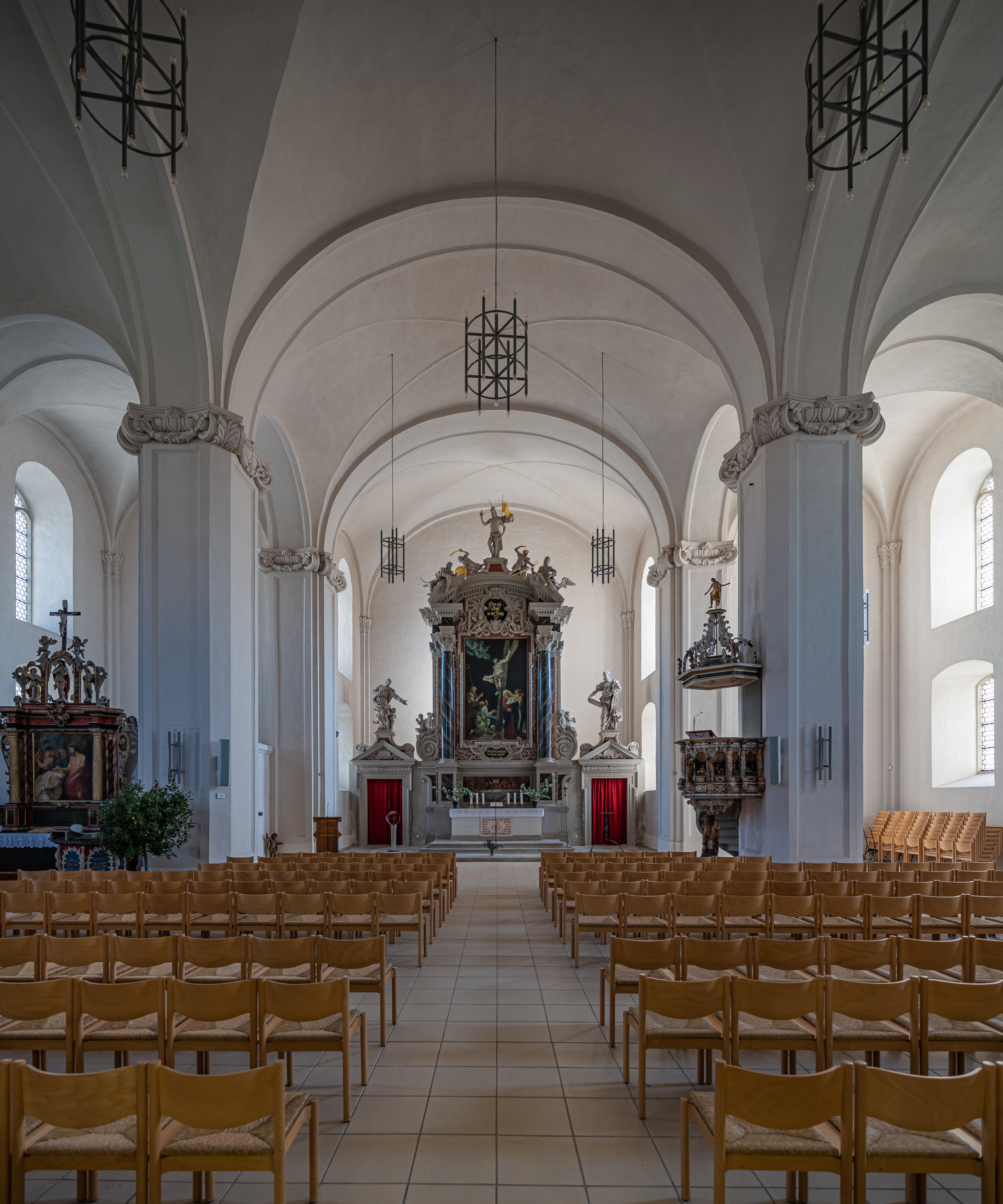
Innenansicht mit Altar

Um 1690 schuf Simonetti den Hochaltar mit der vollplastischen Auferstehungsgruppe und den Evangelisten Lukas und Johannes auf den Segmentgiebeln. Über den seitlichen Durchgängen stehen die Figuren der beiden anderen Evangelisten, Matthäus und Markus.
Der romanische Taufstein befand sich ursprünglich in Bergwitz. Er ist rund 800 Jahre alt und somit eines der ältesten Kunstwerke in Zerbst. Der daneben stehende Taufaltar stammt aus dem thüringischen Dorf Schleid. Ein Gemälde für ihn fand sich in Dessau: das vom Dessauer Hof- und Kunstmaler Johann Heinrich Beck (1788–1875) ergänzte Bild „Christus und die vier großen Sünder“ von Peter Paul Rubens (1577–1640). An der Nordwand hängt eine Kopie des Bildes „Justina und der Bischof von Antiochien“ von Alessandro Moretto (1498–1555), die Heinrich Olivier um 1800 anfertigte. Links daneben findet sich das Gemälde „Die heilige Familie auf der Flucht“ (um 1500) aus dem Umkreis von Michelangelo.
Michael Emig aus Magdeburg schuf die beiden Altarbilder „Kreuzigung“ und „Abendmahl“.
Im südlichen Bereich der Kirche sind ein Luther-Epitaph und ein Ölbild hervorzuheben, das wahrscheinlich den Superintendenten Wolfgang Amling (1542–1606) darstellt. Amling war die treibende Kraft bei der Gründung der Zerbster Universität, des Gymnasiums illustre, das von 1582 bis 1798 bestand. Das Luther-Epitaph, eine Arbeit von 1917, aus der Stadtkirche Wittenberg, hat ihren Platz seit 1927 in St. Trinitatis.
Auf der Südseite befindet sich die sehenswerte Kanzel aus dem 17. Jahrhundert. Sie gehört seit 1966 zum Inventar und stammt aus der Ulrichkirche in Sangerhausen. Sie wird von einer Mosefigur getragen. In den Feldern des Kanzelkorbes sind die vier Evangelisten Matthäus, Markus, Lukas und Johannes mit ihren Attributen zu sehen, denen zwei alttestamentliche Propheten zur Seite stehen. Der mit Schnitzwerk versehene Schalldeckel bildet den Abschluss.

### Orgel

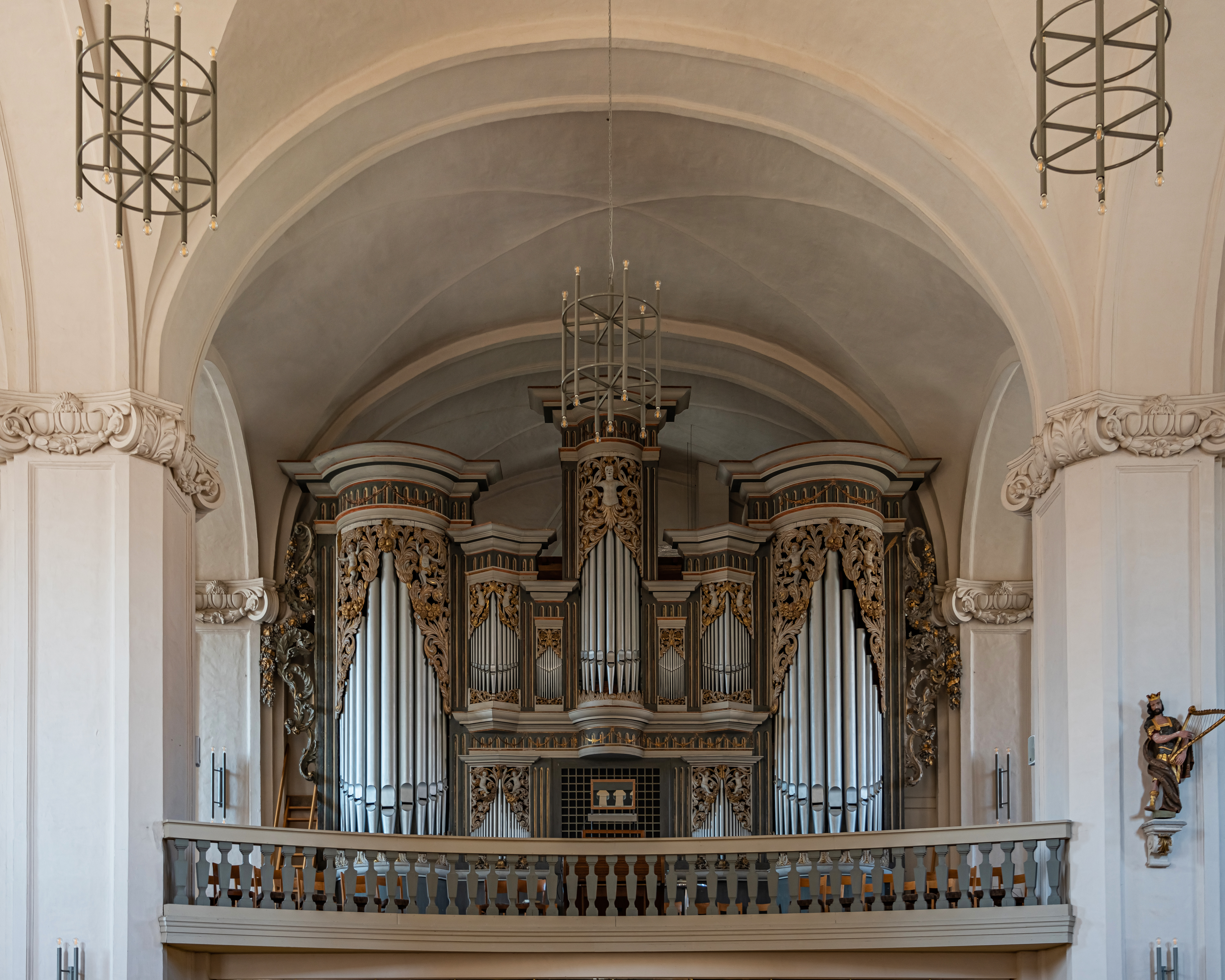
Die Orgel der Trinitatiskirche

Für den Neubau der Orgel verwendete man einen barocken Orgelprospekt aus Schmalkalden. Das von der Firma Orgelbau A. Schuster & Sohn aus Zittau gebaute Instrument (2.200 Pfeifen, 33 Register, zwei Manuale) konnte 1962 eingeweiht werden. Es ist die größte Orgel zwischen Magdeburg und Wittenberg.

## Grablege der Fürsten Anhalt-Zerbst-Dornburg
In der Gruft vor dem Hochaltar, die nicht mehr zugänglich ist, befinden sich zehn Särge von Angehörigen der Fürstenfamilien Anhalt-Zerbst-Dornburg, darunter die der Großeltern von Prinzessin Sophie Auguste Friederike (später Katharina II., Zarin von Russland) sowie drei Särge ihrer früher verstorbenen Geschwister.
Zu den in der Kirche beigesetzten Personen zählt auch der Oberhofmeister Christian aus dem Winckel (1752).

## Rezeption
Der Zerbster Architekt Friedrich Joachim Michael Stengel (1694–1787) nahm die Trinitatiskirche als Grundlage für seinen Bau der Ludwigskirche in Saarbrücken.

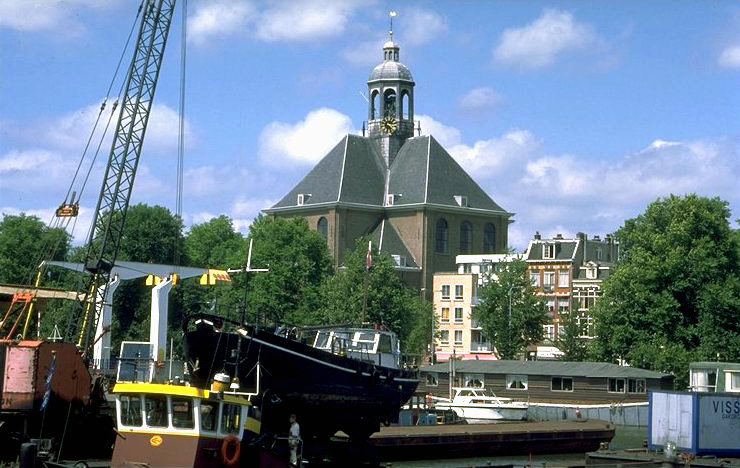
Oosterkerk in Amsterdam, Vorbild der Trinitatiskirche
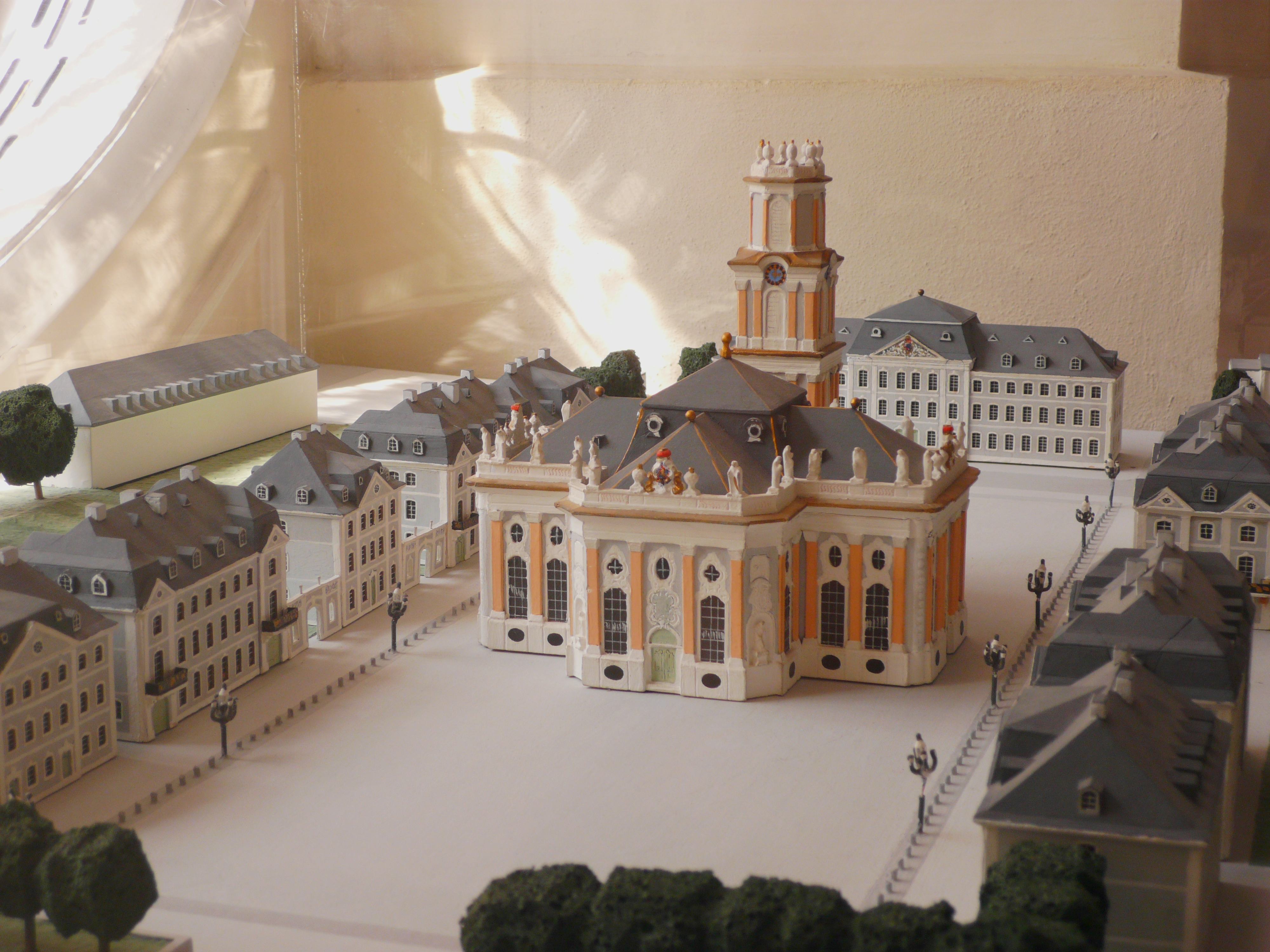
Modell der Ludwigskirche in Saarbrücken nach dem Vorbild der Trinitatiskirche